# Sapromyza suffusa
Sapromyza suffusa är en tvåvingeart som beskrevs av Malloch 1926. Sapromyza suffusa ingår i släktet Sapromyza och familjen lövflugor. Inga underarter finns listade i Catalogue of Life.